# مارتين زونيغا
مارتين زونيغا (بالإسبانية: Martín Zúñiga)‏ (6 أغسطس 1970 في المكسيك - ) هو لاعب كرة قدم مكسيكي في مركز حراسة المرمى. شارك مع منتخب المكسيك لكرة القدم. أما مع النوادي، فقد لعب مع تايجرز أونال ونادي بويبلا ونادي تيكوس ونادي شيفاز يو إس أي ونادي غوادالاخارا ونادي غوادالاخارا وتيبورونيس روخوس دي فيراكروز وAtlético Celaya ‏.

## مسيرته الكروية
لعب مارتين زونيغا خلال مسيرته الاحترافية مع 7 أندية في ثلاثة عشر موسمًا ولم يسجل خلالها أي هدف ضمن 214 مباراة. ولم يفز بأي موسم بالكأس وفاز في موسم واحد بالدوري.
خاض مارتين زونيغا مسيرته مع نادي تايجرز أونال في موسم 1992–93 واستمر معه طيلة ثلاثة مواسم، مشاركًا في 47 مباراة ولم يسجل أي هدف. ثم انتقل إلى نادي غوادالاخارا في موسم 1995–96 في المرة الأولى ليلعب معه أربعة مواسم ثم في موسم 2001–02 لمدة موسم واحد، حيث شارك طوالها في 114 مباراة ولم يسجل أي هدف أيضًا. لينتقل بعدها إلى Atlético Celaya ‏ في موسم 1999–00 لمدة موسم واحد، مشاركًا في 5 مباريات ولم يسجل أي هدف أيضًا. ثم انتقل إلى نادي تيكوس في موسم 2000–01 لمدة موسم واحد، مشاركًا في 23 مباراة ولم يسجل أي هدف أيضًا. هذا وانتقل لاحقًا إلى نادي بويبلا في موسم 2002–03 لمدة موسم واحد، مشاركًا في 19 مباراة ولم يسجل أي هدف أيضًا. ثم انتقل بعدها إلى نادي تيبورونيس روخوس دي فيراكروز في موسم 2003–04 لمدة موسم واحد، مشاركًا في مباراتين ولم يسجل أي هدف أيضًا. ليعود وينتقل من جديد، لكن هذه المرة إلى نادي شيفاز يو إس أي ما بين عامي 2005 و2006 لمدة موسم واحد، مشاركًا في 4 مباريات ولم يسجل أي هدف أيضًا.

## وصلات خارجية
- مارتين زونيغا على موقع الدوري الأمريكي (الإنجليزية)
- مارتين زونيغا على موقع قاعدة بيانات كرة القدم.إي يو (الإنجليزية)
- مارتين زونيغا على موقع ناشيونال فوتبول تيمز (الإنجليزية)